# Anthony Mongalo
Anthony Le Clerk Kgwadu Mongalo (Pretoria, 8 luglio 1936) è un politico sudafricano, esponente dell'African National Congress e ambasciatore in diversi stati..

## Biografia
Anthony Le Clerk Kgwadu Mongalo è Direttore del Dipartimento degli Affari Esteri in Sudafrica. È stato ambasciatore del Sudafrica in Italia e in Australia e Ambasciatore non residente per la Nuova Zelanda.

### Origini
La sua formazione inizia al St.Joseph College di Kwazulu-Natal. Ha una lunga formazione accademica alle sue spalle: inizialmente ha conseguito una Laurea in Scienze nel 1960 alla Rhodes University. Ha continuato gli studi presso l'Università di Fort Hare fino al 1962; nel 1967 ha conseguito un Master in Ingegneria Chimica, specializzandosi in Raffinazione del petrolio, presso il Politecnico di Baku nell'Unione Sovietica. Anche durante la sua carriera politica ha proseguito gli studi in questo campo: la prima metà del 1992 l'ha visto impegnato in diversi corsi. Innanzitutto ha frequentato un corso di sei settimane al College per il Servizio Civile inglese a Londra, con una settimana aggiuntiva al Dipartimento dell'Energia, per la Divisione del Petrolio. Successivamente ha compiuto un viaggio di studio di sei settimane, negli Stati Uniti, dove ha poi trascorso due settimane presso delle compagnie petrolifere a Dallas.

## Carriera politica
Ha ricoperto molte cariche importanti e di rilievo internazionale.
Fra il 1970 e il 1972 è stato il primo e maggior rappresentante dell'African National Congress a Roma, facendosi principale portavoce del movimento di liberazione del Sudafrica in Italia.
Nel momento in cui Thami Sindelo occupa il suo posto in Italia, nel 1978, Anthony Mongalo prosegue il suo compito di portavoce, trasferendosi per gli otto anni successivi a Berlino, dove è stato presente anche nel ruolo di Ambasciatore.
Fin dalla metà degli anni ottanta è entrato a far parte del National Executive Committee sudafricano, dapprima come membro, poi come segretario ed ancora come vice direttore generale.
All'inizio degli anni novanta è divenuto membro dell'Unità di Servizio Civile dell'ANC. In questo ambito si è occupato del Programma dei Candidati all'Esecutivo, ha frequentato due corsi di Management tenuti rispettivamente dall'Università di Harvard e dall'Università di Witwatersrand. 
Nel 1995 è divenuto Direttore del Dipartimento per gli Affari Esteri per il Nord Africa ed il Medio Oriente. Nello stesso anno gli è stata conferita la carica di Direttore Generale dello stesso Dipartimento, per l'Africa e, quattro anni dopo, per l'Europa e le Americhe.
La sua predisposizione a ricoprire cariche di caratura internazionale, ha fatto sì che nel 1999 fosse nominato Ambasciatore del Sudafrica in Italia , oltre ad essere nominato rappresentante permanente della FAO.
Dal 2000 è divenuto ambasciatore non residente del Sudafrica a Malta, a San Marino e in Albania. Successivamente, l'incarico di Ambasciatore gli è stato conferito per altri stati: Australia, Nuova Zelanda, Samoa, Repubblica delle Isole Marshall, Cook Islands, Stati Confederati della Micronesia. Dal 2012 ha lasciato le cariche da ambasciatore ed è tornato alla sua residenza in Sudafrica.

### Il rapporto con l'Italia
Fin dalla metà degli anni settanta, Anthony Mongalo ha collaborato attivamente insieme ad Oliver Tambo e a Giuseppe Soncini nel consolidamento dei rapporti del Sudafrica con l'Italia, in particolare con Reggio Emilia, durante il periodo dell'apartheid. Già nel 1973 partecipa alla Conferenza di Reggio Emilia come delegato dell'ANC. 
Il primo segno tangibile della collaborazione è stato il patto di solidarietà firmato nel 1977.
Diviene poi direttore dell'edizione italiana di Sechaba, rivista ufficiale dell'ANC, sotto lo pseudonimo di John M'Galo. 
Anche dopo il suo trasferimento a Berlino, continua ad avere un rapporto proficuo con l'Italia, tramite l'Ipalmo e il gruppo reggiano. Partecipa anche alla partenza della seconda nave della solidarietà diretta alle nazioni dell'Africa australe, nel 1984.